# كيري كينيدي
كيري كينيدي (بالإنجليزية: Kerry Kennedy) (و. 1959 – م) هي ناشطة حقوق الإنسان، وكاتبة من الولايات المتحدة الأمريكية ولدت في واشنطن العاصمة.

## التعليم
تعلمت في جامعة براون.

## روابط خارجية
- كيري كينيدي على موقع IMDb (الإنجليزية)
- كيري كينيدي على موقع إن إن دي بي (الإنجليزية)